# Fairview (Alabama)
Fairview ist ein Ort im Cullman County im US-Bundesstaat Alabama.
Die Gesamtfläche des Ortes beträgt 6,4 km².

## Demographie
Bei der Volkszählung aus dem Jahr 2000 hatte Fairview 522 Einwohner, die sich auf 188 Haushalte und 144 Familien verteilten. Die Bevölkerungsdichte betrug somit 81,9 Einwohner/km². 86,59 % der Bevölkerung waren weiß, 0,77 % indianisch. In 36,7 % der Haushalte lebten Kinder unter 18 Jahren. Das Durchschnittseinkommen betrug 31875 Dollar pro Haushalt, wobei 14,8 % der Bevölkerung unterhalb der Armutsgrenze lebten.
Das U.S. Census Bureau hat bei der Volkszählung 2020 eine Einwohnerzahl von 543 ermittelt.